# Cycas inermis
Cycas inermis är en kärlväxtart som beskrevs av João de Loureiro. Cycas inermis ingår i släktet Cycas, och familjen Cycadaceae. IUCN kategoriserar arten globalt som sårbar. Inga underarter finns listade i Catalogue of Life.